# Административна подела Молдавије
Република Молдавија се дели на 32 рејона (молд. raioane), 5 општина (молд. municipii) - (Кишињев, Балци, Бендер, Комрат и Тираспољ) и једну аутономно територијалну јединицу - Гагаузија.
У Молдавији има 60 градова и 917 села.
Део територије контролише непризната држава Придњестровље коју Влада Молдавије у документима назива Аутономно територијалном јединицом Лева обала Дњепра (молд. Unităţile Administrativ-Teritoriale din Stînga Nistrului).
Рејони
1. Новоаненски рејон
2. Бесарапски рејон
3. Бриченски рејон
4. Кахулски рејон
5. Кантемирски рејон
6. Каларашки рејон
7. Каушенски рејон
8. Чимишлијски рејон
9. Криуленски рејон
10. Дондушенски рејон
11. Дрокиевски рејон
12. Дубосарски рејон
13. Единечки рејон
14. Фалештки рејон
15. Флорештки рејон
16. Глоденски рејон
17. Ханчештки рејон
18. Јаловенски рејон
19. Леовски рејон
20. Ниспоренски рејон
21. Окнички рејон
22. Орхејевски рејон
23. Резински рејон
24. Ришкански рејон
25. Синџерејски рејон
26. Сорокски рејон
27. Страшенски рејон
28. Шолданештки рејон
29. Штефанводски рејон
30. Тараклијски рејон
31. Теленештки рејон
32. Унгенски рејон